# Горка (Няндомский район, у реки Икса)
Горка — деревня в Няндомском районе Архангельской области.

## География
Находится в юго-западной части Архангельской области на расстоянии приблизительно 34 км на восток-северо-восток по прямой от административного центра района города Няндома на правом берегу речки Икса на северо-запад от озера Большое Мошинское.

## История
В 1873 году здесь было учтено 7 дворов, в 1905 — 11. Тогда деревня входила в Каргопольский уезд Олонецкой губернии. До 2022 года входила в Мошинское сельское поселение до его упразднения.

## Население
Численность населения: 43 человека (1873 год), 57 (1905), 5 (русские 100 %) в 2002 году, 5 в 2010.